# Pachysvastra
Pachysvastra är ett släkte av bin. Pachysvastra ingår i familjen långtungebin.
Kladogram enligt Catalogue of Life:
| Pachysvastra | \| \| Pachysvastra flavofasciata \| \| \| \| \| \| Pachysvastra leucocephala \| \| \| \| |
|              | \| \| Pachysvastra flavofasciata \| \| \| \| \| \| Pachysvastra leucocephala \| \| \| \| |
|              | Pachysvastra flavofasciata                                                               |
|              |                                                                                          |
|              | Pachysvastra leucocephala                                                                |
|              |                                                                                          |